# Liste der Wappen im Bezirk Braunau am Inn
Die Liste der Wappen im Bezirk Braunau am Inn zeigt die Wappen der Gemeinden im oberösterreichischen Bezirk Braunau am Inn.

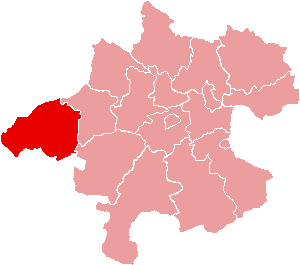
Lage des Bezirks Braunau in Oberösterreich

## Wappen der Städte, Marktgemeinden und Gemeinden

Stadt Altheim Von Blau und Rot schräg geteilt durch einen goldenen Wellenbalken, darin ein schwarz-grauer Aal; oben ein silberner, von einem ebensolchen Stern überhöhter Antiqua-Versalbuchstabe A; unten zwei silberne Pfähle.
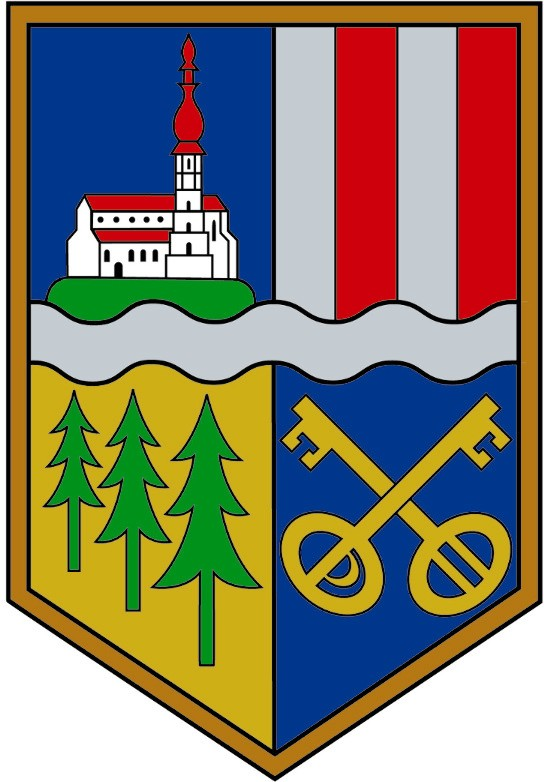
Marktgemeinde Aspach Gespalten und durch eine silberne Wellenleiste geteilt. Oben rechts in Blau auf grünem Hügel eine silberne, schwarz geöffnete und rot bedachte Kirche mit hohem Mittelschiff, zwei Seitenschiffen und einem links vorgebauten Turm mit fünf Absätzen und hohem Doppelzwiebelhelm; oben links dreimal von Silber und Rot gespalten. Unten rechts in Gold drei grüne, nebeneinander stehende, wurzellose, nach außen zu kleiner werdende Nadelbäume; unten links in Blau zwei goldene, schräggekreuzte Schlüssel mit auswärts gekehrten und nach oben gestellten Bärten, im Griff des oberen schräglinks gelegten der Buchstabe P, im Griff des anderen die römische Zahl II.
Gemeinde Auerbach In Blau über einem silbernen Zwillings-Wellenbalken eine silberne, schwimmende Ente mit goldenem Bein und goldenem Schnabel, der eine silberne Hostie mit den Buchstaben IHS hält.
Stadt Braunau am Inn In Silber oben nebeneinander zwei freischwebende Schildchen, im rechten in Schwarz ein goldener, rot bekrönter und gewaffneter, aufgerichteter Löwe, das linke von Silber und Blau schrägrechts gerautet; unten zwei grüne, doppelt verschlungene Zweige, der rechte mit Lindenblättern, der linke mit Weinreben besetzt.
Gemeinde Burgkirchen In Blau ein silbernes, springendes Roß.
Marktgemeinde Eggelsberg In Blau zwei goldene, schräggekreuzte Zepter.
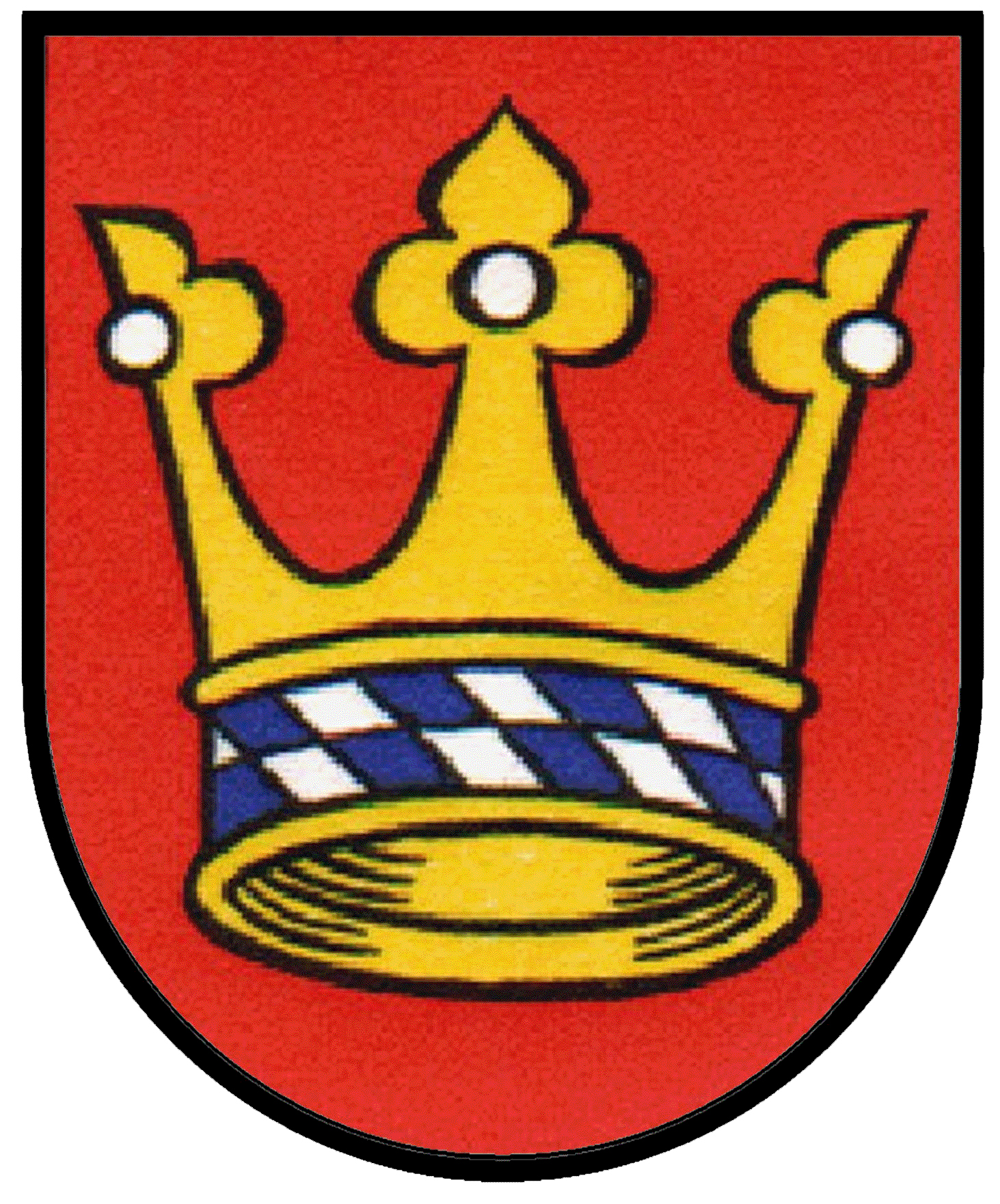
Gemeinde Feldkirchen bei Mattighofen In Rot eine goldene Krone mit von Silber und Blau waagrecht gerautetem Stirnreif.
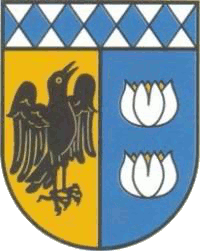
Gemeinde Franking Unter silbernem Schildhaupt, darin stehende blaue Rauten, gespalten; rechts in Gold ein schwarzer, linksgewendeter, flugbereiter Rabe; links in Blau übereinander zwei silberne Seerosenblüten.
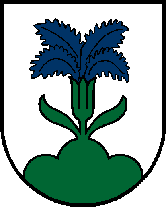
Gemeinde Geretsberg In Silber auf grünem Dreiberg ein blauer, gefranster Enzian mit grünem Kelch und zwei grünen Blättern.
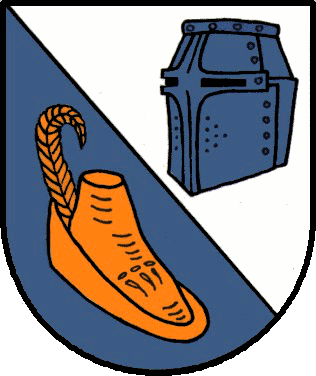
Gemeinde Gilgenberg am Weilhart Schräg geteilt; oben in Silber ein blauer Topfhelm, unten in Blau ein goldener Bauernhut mit Feder.
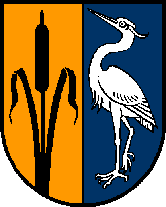
Gemeinde Haigermoos Gespalten; rechts in Gold ein schwarzer Rohrkolben, links in Blau ein silberner Reiher.
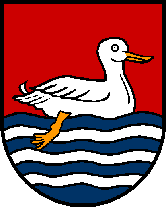
Gemeinde Handenberg Erniedrigt wellenförmig geteilt; oben in Rot eine silberne, linksgewendete, auf der Teilungslinie schwimmende Ente mit goldenem Schnabel und goldenem Bein; unten in Blau drei silberne Wellenleisten.
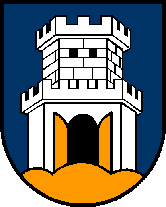
Marktgemeinde Helpfau-Uttendorf In Blau auf goldenem Dreiberg ein silberner, drei Seiten zeigender, sechseckiger Turm, das Erdgeschoß mit fünf Zinnen und einer schwarz geöffneten Rundbogenpforte mit goldenen, aufgeschlagenen Torflügeln; das gequaderte Obergeschoß mit drei Zinnen und zwei schwarz geöffneten Fenstern.
Gemeinde Hochburg-Ach In Gold über gewelltem, blauem Schildfuß ein roter, achtstrahliger Stern.
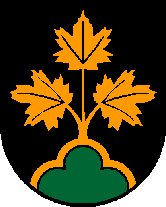
Gemeinde Höhnhart In Schwarz auf grünem, von einer goldenen Leiste gesäumtem Dreiberg ein goldener Ahornzweig mit drei goldenen Blättern.
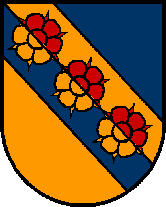
Gemeinde Jeging Ein von Gold und Blau geteilter Schrägrechtsbalken, belegt mit drei oben roten, unten goldenen, sechsblättrigen heraldische Rosen; oben Blau, unten Gold.
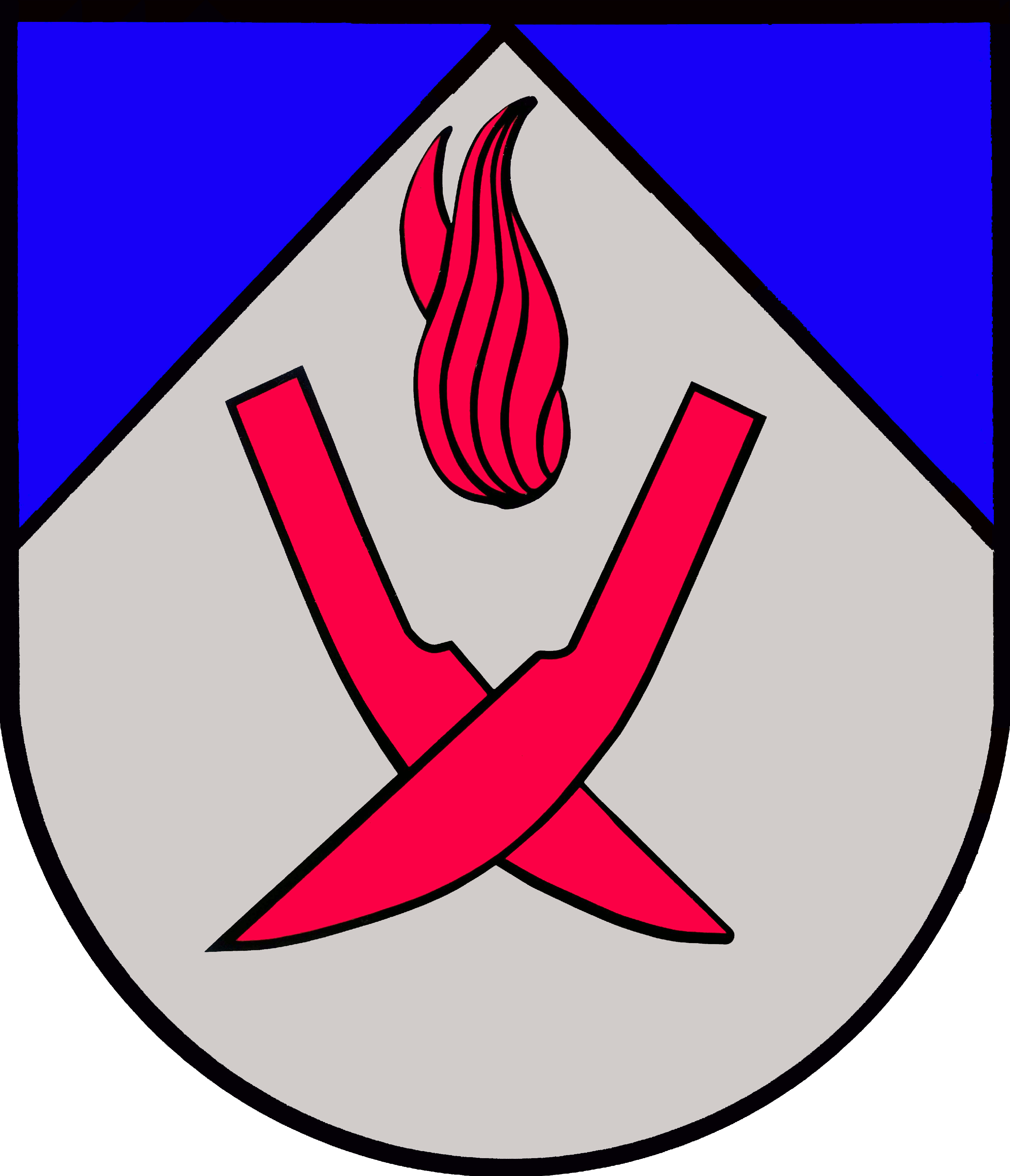
Gemeinde Kirchberg bei Mattighofen In Blau eine silberne, erhöhte Spitze, darin über zwei roten, gestürzten und schräggekreuzten Pflugscharen eine rote Flamme.
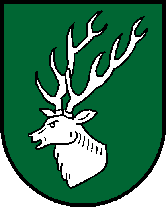
Gemeinde Lengau In Grün ein silberner Hirschrumpf mit zehnendigem Geweih.
Gemeinde Lochen In Silber auf grünem Schildfuß zwischen zwei grünen Hügeln eine grüne, stammlose, bis zum Schildrand reichende, dreieckförmige Tanne.
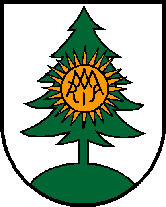
Gemeinde Maria Schmolln Auf silbernem Grund ein grüner Nadelbaum auf einem Hügel, darauf ein goldenes Mariagramm, das Name und Bedeutung des Wallfahrtsortes charakterisiert
Stadt Mattighofen In Blau eine silberne, rechtsgekehrte Mondsichel, in der Höhlung begleitet von einem goldenen, sechsstrahligen Stern.
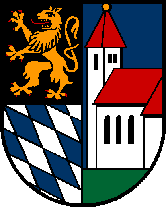
Marktgemeinde Mauerkirchen Halbgeteilt und gespalten; rechts oben in Schwarz ein goldener, rot gewaffneter Löwe, rechts unten von Blau und Silber schrägrechts gerautet; links in Blau auf grünem Boden eine silberne, vom linken Schildrand ausgehende, eintürmige Kirche mit schwarzen Fensteröffnungen, roten Dächern und goldenem Turmknauf.
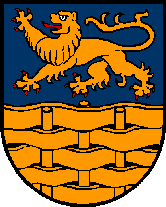
Gemeinde Mining Von Blau und einer goldenen Hürde geteilt; oben ein goldener, rot bezungter und bewehrter, schreitender Löwe.
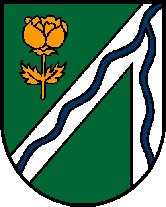
Gemeinde Moosbach In Grün über einem silbernen, mit einer blauen Wellenleiste belegten, linken Flankenschräglinksbalken eine goldene Trollblume mit goldenem Stiel und zwei goldenen Blättern.
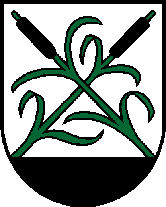
Gemeinde Moosdorf Aus schwarzem Schildfuß wachsend in Silber zwei schräggekreuzte, grüne Schilfrohre mit grünen Blättern und schwarzen Kolben.
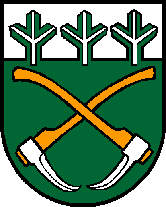
Gemeinde Munderfing Unter silbernem Schildhaupt, darin drei grüne, silbern gestielte, wachsende Tannenzweige, in Grün zwei schräggekreuzte, abwärts gekehrte, silberne Sapinen mit goldenen Stielen.
Gemeinde Neukirchen an der Enknach In Rot ein schwarzer Balken, der mit drei silbernen Ballen belegt ist.
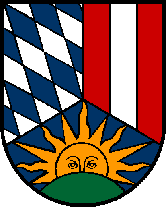
Marktgemeinde Ostermiething Im Göppelschnitt geteilt; oben rechts von Blau und Silber schrägrechts gerautet, oben links in Rot ein silberner Pfahl; unten in Blau auf grünem Hügel eine goldene, gebildete, wachsende Strahlensonne.
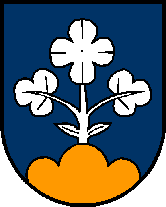
Gemeinde Palting In Blau auf goldenem Dreiberg eine silberne Kleestaude mit einem vierteiligen Blatt in der Mitte.
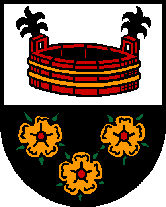
Gemeinde Perwang am Grabensee Geteilt; oben in Silber ein rotes Brauschaff mit zwei goldenen Reifen, die Henkel besteckt mit schwarzen Hahnenfedern; unten in Schwarz drei goldene, zwei zu eins gestellte, heraldische, fünfblättrige Rosen mit grünen Kelchblättern und roten Butzen.
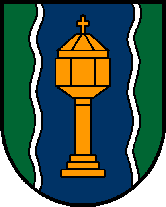
Gemeinde Pfaffstätt Zwischen zwei grünen, von silbernen Wellenstäben gesäumten Wellenflanken in Blau ein goldener Taufstein, bestehend aus Säulenbasis, Säule, siebeneckigem Becken und Deckel in Form eines oben mit einem lateinischen Kreuz besteckten, siebenseitigen Pyramidenstumpfes.
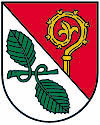
Gemeinde Pischelsdorf am Engelbach Schräg geteilt; oben in Rot eine goldene, aus der Teilungslinie wachsende Krümme eines Bischofsstabes, unten in Silber ein grüner, quergestellter Buchenast mit zwei grünen Blättern, je eines von unten nach oben und von oben nach unten gebogen.
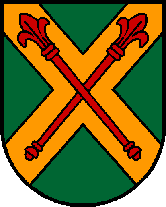
Gemeinde Polling im Innkreis In Grün ein goldenes, anstoßendes Andreaskreuz, belegt mit zwei roten, schräggekreuzten Glevenstäben.
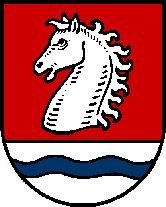
Gemeinde Roßbach Über silbernem Schildfuß, darin eine blaue Wellenleiste, in Rot ein silberner Roßrumpf.
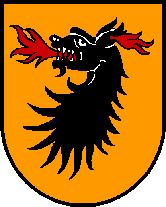
Gemeinde St. Georgen am Fillmannsbach In Gold ein schwarzer, rote Flammen speiender Drachenrumpf mit rote Flammen sprühenden Ohren.
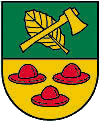
Gemeinde St. Johann am Walde Geteilt; oben in Grün schräggekreuzt eine goldene, schräglinke Axt und ein goldenes Buchenblatt, unten in Gold drei rote, zwei zu eins gestellte, breitkrempige Hüte.
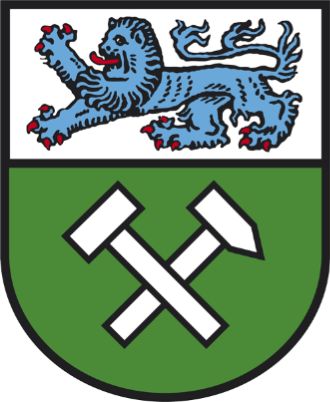
Gemeinde St. Pantaleon Geteilt; oben in Silber ein blauer, rot bewehrter und bezungter, schreitender Löwe, unten in Grün schräggekreuzt ein silberner Hammer und ein silberner Schlegel.
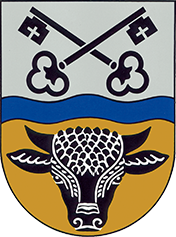
Gemeinde St. Peter am Hart Von Silber und Gold durch eine blaue Wellenleiste geteilt; oben zwei schwarze, schräggekreuzte Schlüssel mit abgewendeten Bärten, unten ein schwarzer Stierkopf im Visier.
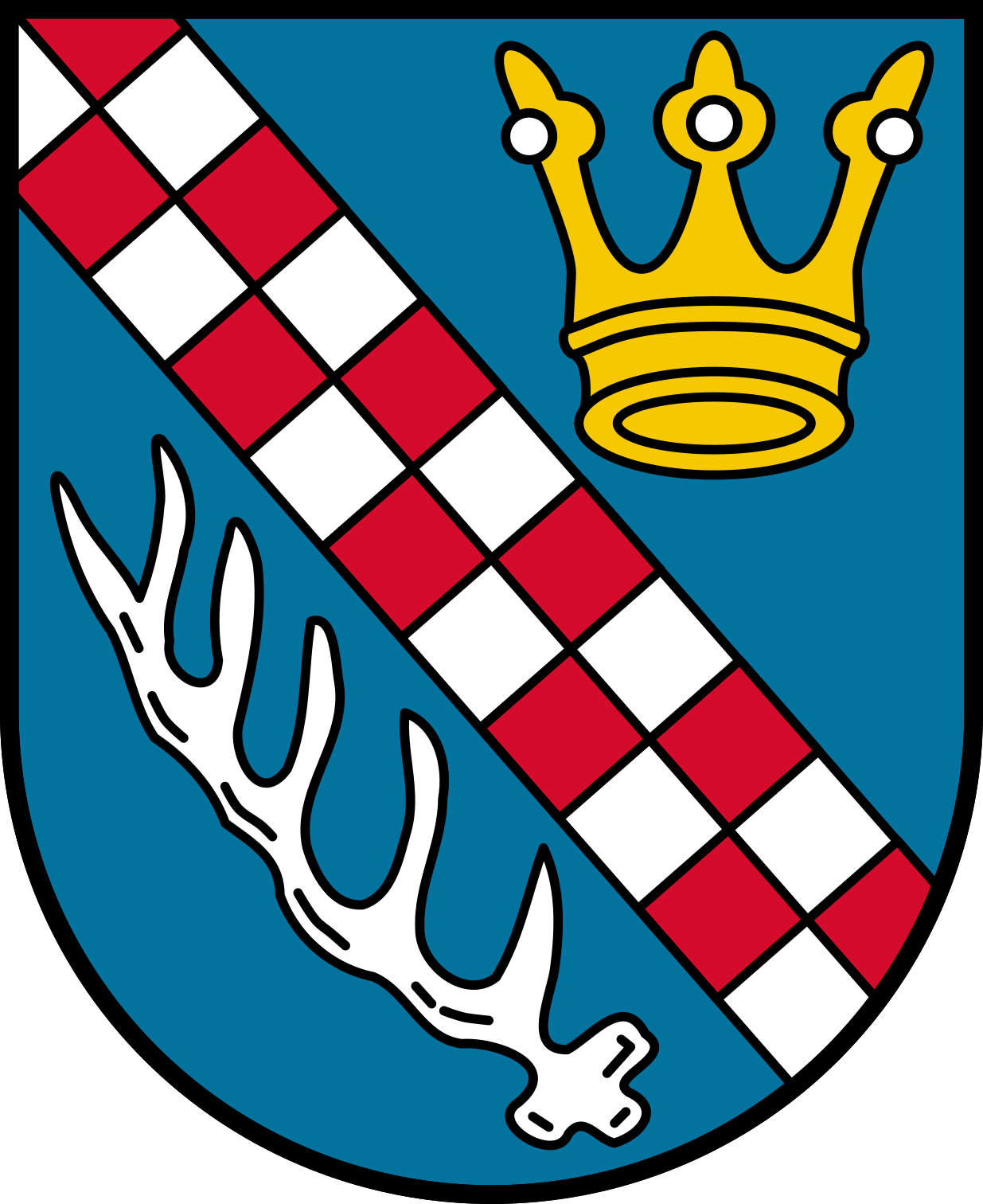
Gemeinde St. Radegund In Blau ein von Rot und Silber doppelreihig geschachter Schrägbalken; oben eine goldene, alte Königskrone mit silbernen Perlen in den Blättern, unten eine silberne, schräggestellte Hirschstange.
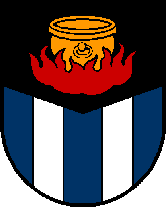
Gemeinde St. Veit im Innkreis Geteilt in Form einer gestürzten, flachen Spitze; oben in Schwarz ein goldener Kessel in roten Flammen, unten in Blau zwei silberne Pfähle.
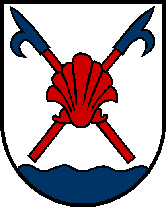
Gemeinde Schalchen In Silber über blauem, gewelltem Schildfuß zwei blaue, schräggekreuzte Reißhaken mit roten Stielen, überdeckt durch eine rote, gestürzte Muschel.
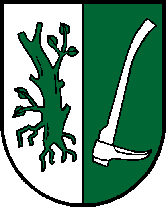
Gemeinde Schwand im Innkreis Gespalten von Silber und Grün; in gewechselten Farben rechts ein Baumstamm, links eine gestürzte, auswärts gekehrte Sapine.
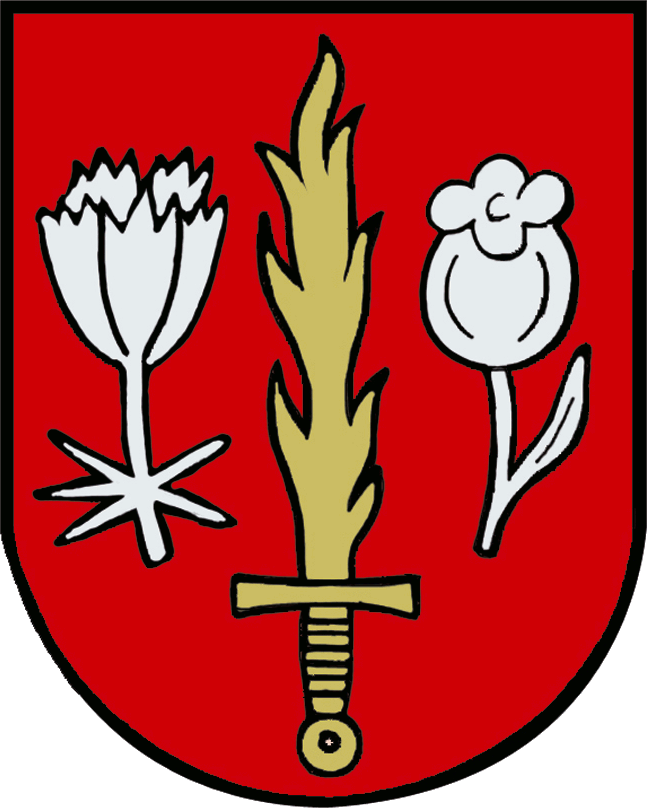
Gemeinde Tarsdorf In Rot ein goldenes Flammenschwert, begleitet rechts von einer silbernen Waldmeisterblüte mit silbernem Stiel und silbernen Blättern, links von einer silbernen Rosmarinheideblüte mit silbernem Stiel und einem silbernen Blatt.
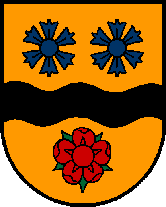
Gemeinde Treubach In Gold ein schwarzer Wellenbalken, begleitet oben von zwei blauen Kornblumen und unten von einer roten, heraldischen Rose mit grünen Kelchblättern.
Gemeinde Überackern In Grün eine silberne Wellenleiste; oben ein goldenes Ort, unten ein goldener, querrechtshin gestellter Schlüssel.
Gemeinde Weng im Innkreis In Grün ein silberner, schräggestellter, abwärts gebogener und oben geflügelter Fisch.